# 村田絵美
村田 絵美（むらた えみ、1971年5月22日 - ）は、元NHKアナウンサー。熊本県出身。熊本県立熊本高等学校を経て慶應義塾大学卒業。

## 出演

### テレビ
- ふるさと おもしろ博物館（1995年4月3日、NHK総合テレビジョン）
- ふるさと発フレッシュ便「かごしま銘菓・かるかん」（1997年2月25日、NHK衛星第2テレビジョン）
- 生活ほっとモーニング「生涯現役 とっておきの私の健康法」リポーター（1997年3月13日、NHK総合テレビジョン）
- マンモスに魅せられた男たち（1997年10月10日、NHK衛星第1テレビジョン）
- ハイビジョン中継・ときめきにっぽん「水上の平安絵巻～宮島・管絃祭」（1998年8月8日、NHK衛星ハイビジョン）
- にっぽん川紀行 ナレーション担当

## 同期のアナウンサー
- 久保純子（東京アナウンス室→退職 現在フリー）
- 小田切千（東京アナウンス室）
- 三上弥（NHK静岡放送局）
- 髙橋美鈴（NHK甲府放送局）
- 坂梨哲士（東京アナウンス室）
- 三橋大樹（ラジオセンター）
- 石井麻由子（NHK放送研修センター・日本語センター）ほか